# Nemoria marielosae
Nemoria marielosae är en fjärilsart som beskrevs av Linda M. Pitkin 1993. Nemoria marielosae ingår i släktet Nemoria och familjen mätare. Inga underarter finns listade i Catalogue of Life.